# Taeromys punicans
Taeromys punicans és una espècie de mamífer rosegador de la família dels múrids. És endèmica de Sulawesi (Indonèsia), on viu a altituds de fins a 2.100 msnm. El seu hàbitat natural són les selves tropicals perennifòlies de plana. Es desconeix si hi ha cap amenaça significativa per a la supervivència d'aquesta espècie. El seu nom específic, punicans, significa ‘rogenca’ en llatí.